# Piramo e Tisbe (Hasse)
Piramo e Tisbe (título original en italiano; en español, Píramo y Tisbe) es una ópera (el compositor la describió como un intermezzo trágico) en dos actos con música de Johann Adolf Hasse y libreto en italiano de Marco Coltellini, basado en la historia de los amantes Píramo y Tisbe tal como la relata Ovidio en sus Metamorfosis. Se estrenó en el otoño de 1768 en una finca todavía sin identificar en las afueras de Viena.
La misma historia es parodiada en El sueño de una noche de verano de Shakespeare, y esta versión cómica de ella forma la base de la ópera de 1745 Pyramus and Thisbe de John Frederick Lampe, pero el libreto de Coltellini es directamente una tragedia sentimental, en la que los dos amantes se suicidan, (como hace el padre de Tisbe, quien se culpa a sí mismo, habiendo prohibido antes su amor).
Es una ópera poco representada en la actualidad; en las estadísticas de Operabase aparece con solo 3 representaciones en el período 2005-2010, siendo la más representada de Hasse.